# 2,5-Diiodphenol
2,5-Diiodphenol ist eine chemische Verbindung, die sowohl zu den Phenolen als auch zu den Halogenaromaten zählt.

## Darstellung
2,5-Diiodphenol wurde erstmals 1902 von M. P. Brenans hergestellt. Die mehrstufige Synthese geht von o-Nitroanilin aus, das mit Iodchlorid in Essigsäure zum 4-Iod-2-Nitroanilin reagiert. Mit einer Sandmeyer-Reaktion wird die Aminogruppe durch ein Iodatom ersetzt. Das entstandene 2,5-Diiodnitrobenzol wird mit Zinn(II)-chlorid zum 2,5-Diiodanilin reduziert, dessen Diazoniumsalz schließlich zum gewünschten Endprodukt verkocht wird.

## Eigenschaften
2,5-Diiodphenol kristallisiert in Prismen. Veresterung mit Essigsäureanhydrid (Ac2O) liefert das Acetat, das bei 70 °C schmilzt und gut in Methanol und Essigsäure löslich ist.